# 義雲院
義雲院（ぎうんいん）は、山梨県甲府市にある臨済宗妙心寺派の寺院。

## 歴史
1470年（文明2年）、石坂次包の開基である。次包は武田信玄の家臣であり、開山の鉄山宗鈍は次包の子である。鉄山は武田信玄・勝頼父子や徳川家康の帰依を受けた高僧であり、臨済寺（静岡市葵区）や妙心寺（京都市右京区）の住職も務めていた。
当院には東谷宗杲から鉄山に与えた印可状や鉄山の頂相（肖像画）が残されている。

## 文化財
- 鉄山宗鈍印可関係史料（山梨県指定有形文化財 平成9年6月12日指定）[3]
- 紙本著色鉄山禅師画像（甲府市指定文化財 昭和61年3月11日指定）[4]

## 交通アクセス
- 甲斐住吉駅より徒歩21分。